# Elsy del Pilar Cuello
Elsy del Pilar Cuello Calderón (Bogotá, 13 de junio de 1959) es una abogada colombiana que se ha desempeñado desde 1990 como juez y magistrado en Bogotá. Forma parte de la Sala de Casación Laboral de la Corte Suprema de Justicia de Colombia. Ha sido parte también de la Comisión Nacional de Género de la Rama Judicial, la cual fue creada en febrero de 2008 y dicta las reglas para la aplicación de la equidad de género en la Rama Judicial de Colombia.
Cuello ha sido elegida dos veces en el cargo de magistrada de la Corte Suprema de Justicia. La primera vez fue el 30 de junio de 2004 cuando tomó posesión del cargo en calidad de suplencia, por lo cual se limitaba a una duración de tres meses. El 5 de junio de 2007 tomó posesión nuevamente esta vez en calidad de titular y por el periodo normal de ocho años.
La funcionaria es egresada de la Universidad Santo Tomás (Colombia).